# Peter Pellegrini

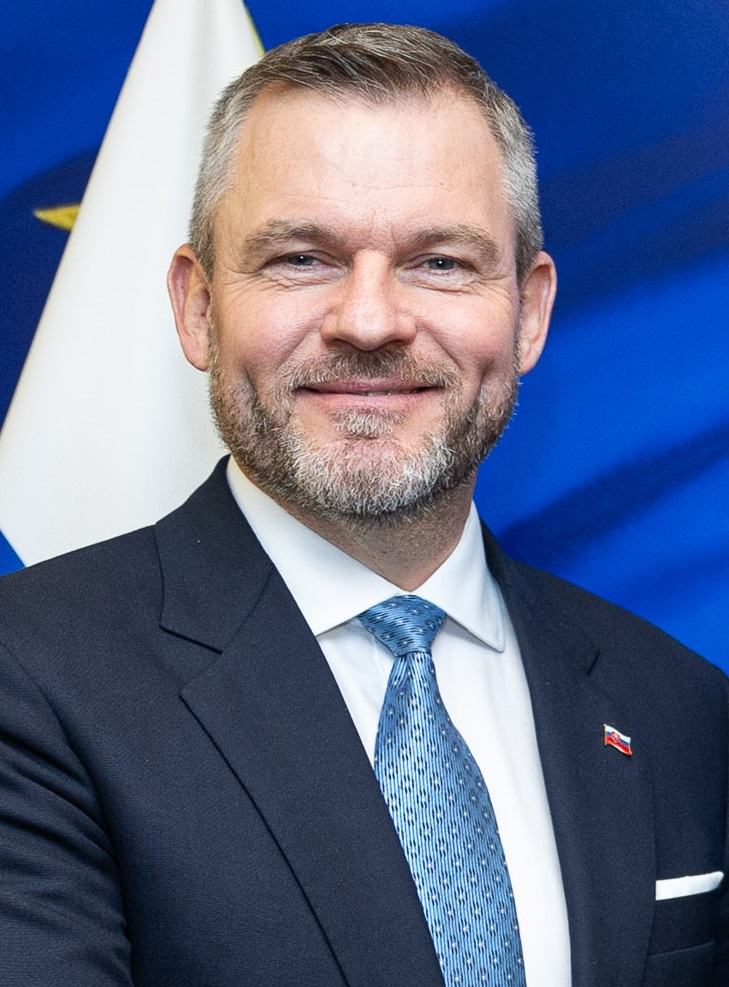
Peter Pellegrini (2024)

Peter Pellegrini (* 6. Oktober 1975 in Banská Bystrica, Tschechoslowakei) ist ein slowakischer Politiker (parteilos, zuvor Smer-SD, danach Hlas-SD). Nach den Wahlen 2023 wurde er zum Präsidenten des slowakischen Nationalrates gewählt. Er war vom 22. März 2018 bis zum 21. März 2020 Ministerpräsident der Slowakei. Er siegte bei der Präsidentschaftswahl in der Slowakei 2024 und ist somit seit Juni desselben Jahres offiziell der sechste Präsident der Slowakischen Republik.

## Leben
Pellegrini wurde 1975 in Banská Bystrica als Sohn einer Lehrerin und eines Automechanikers geboren. Seine italienische Familie immigrierte vor dem Ersten Weltkrieg in die Slowakei (damals Oberungarn, Teil von Österreich-Ungarn).
Nach der Schulausbildung absolvierte er in seiner Geburtsstadt und in Košice ein finanzwissenschaftliches Studium. Anschließend war er als Unternehmer tätig.

## Politische Karriere
2000 trat Pellegrini in die von Robert Fico kurz zuvor gegründete Partei Smer ein. Nach der Parlamentswahl 2002 arbeitete er als Assistent eines Smer-Abgeordneten im slowakischen Nationalrat. Bei den Wahlen 2006 wurde er erstmals selbst in den Nationalrat gewählt und bei den Wahlen 2010, 2012 und 2016 jeweils wiedergewählt.
Am 3. Juli 2014 wurde er als Nachfolger von Dušan Čaplovič auf Vorschlag von Premierminister Fico zum Bildungsminister ernannt. Bereits am 24. November 2014 übernahm er in Nachfolge von Pavol Paška das Amt des Präsidenten des Nationalrates, das er bis zu den Wahlen 2016 behielt. In der nach den Wahlen 2016 wiederum von Robert Fico gebildeten neuen Regierung übernahm er das Amt des Vizeministerpräsidenten mit der Zuständigkeit für Investitionen.
Nachdem Ministerpräsident Robert Fico infolge einer durch die Ermordung des Journalisten Ján Kuciak ausgelösten Regierungskrise zur Fortführung der bisherigen Koalition am 14. März 2018 seinen Rücktritt angeboten hatte, schlug er Pellegrini für das Amt des Premierministers vor. Präsident Andrej Kiska beauftragte Pellegrini daher am 15. März 2018 mit der Bildung einer neuen Regierung und vereidigte diese am 22. März. Die Smer verlor bei den Wahlen im Februar 2020 rund 10 % der Stimmen und wurde nur noch zweitstärkste Kraft. Igor Matovič, Vorsitzender der OĽaNO bildete daraufhin eine neue Regierung, an welcher die Smer nicht mehr beteiligt war. Pellegrini behielt sein Abgeordnetenmandat.
In Folge einer Auseinandersetzung um den Parteivorsitz mit dem umstrittenen Robert Fico trat Pellegrini Anfang Juni 2020 aus der Partei Smer aus und gründete eine eigene Partei. Mittlerweile sind elf von 38 Abgeordneten der Smer zu dieser Partei mit dem Namen „Hlas – sociálna demokracia“ (deutsch: Stimme – Sozialdemokratie) übergetreten.
Pellegrini trat zur Präsidentschaftswahl in der Slowakei 2024 an und galt als Kandidat der Regierung unter Robert Fico. Er gewann die Stichwahl am 6. April 2024 mit 53 Prozent der abgegebenen Stimmen. Er trat das Amt am 15. Juni 2024 an. In Zusammenhang mit der Invasion Russlands in der Ukraine vertritt Pellegrini russlandfreundliche Ansichten.